# Luigi Cadorna
«Луїджі Кадорна» (італ. Luigi Cadorna) — військовий корабель, головний легкий крейсер однойменного типу Королівських ВМС Італії за часів Другої світової війни та післявоєнний час.
Названий на честь італійського генерала (маршала з 1924 року) Луїджі Кадорна, головнокомандувача італійськими військами під час Першої світової війни.

## Історія створення
«Луїджі Кадорна» був закладений 19 вересня 1930 року на верфі «Cantieri Riuniti dell'Adriatico» у Трієсті. Спущений на воду 30 вересня 1931 року, 11 серпня 1933 року увійшов до складу Королівських ВМС Італії.

## Історія служби

### Довоєнна служба
Після вступу у стрій крейсер ніс службу у Середземному морі. У серпні 1935 року здійснив візит в Александрію.
Брав участь у підтримці франкістів під час громадянської війни в Іспанії, супроводжуючи транспорти зі зброєю та проводячи розвідку.
У квітні 1938 року брав участь у маневрах флоту, на яких були присутні Беніто Муссоліні та Адольф Гітлер.
У квітні 1939 року крейсер брав участь у вторгненні в Албанію.

### Друга світова війна
Після вступу Італії у Друг світову війну 9 червня 1940 року крейсер брав участь у постановці мінних полів у Сицилійській протоці. У липні брав участь в бою біля Калабрії.
Надалі «Луїджі Кадорна» був відправлений на ремонт у Ла-Спецію, який тривав до лютого 1941 року. Після ремонту крейсер брав участь у супроводі конвоїв у Північну Африку.
У грудні 1942 року «Луїджі Кадорна» був відправлений у Полу і перекласифікований на навчальний корабель, на якому проходили навчання курсантів.
Але через втрати італійського флоту улітку 1943 року крейсер був повернутий до складу флоту і зарахований до складу 8-ї дивізії легких крейсерів. Він здійснював доставку військ та спорядження в Албанію.
Після капітуляції Італії 9 вересня 1943 року «Луїджі Кадорна» разом з іншими італійськими кораблями прибув на Мальту. Надалі він використовувався союзниками як швидкохідний транспорт.

### Післявоєнна служба
Після закінчення Другої світової війни крейсер «Луїджі Кадорна» відповідно до договору між Італією та союзниками залишився у складі італійського флоту. Але через поганий технічний стан він використовувався як навчальний корабель.
У травні 1951 року «Луїджі Кадорна» був виключений зі складу флоту і відправлений на злам.